# Henri-Bernard Dabadie
Henri-Bernard Dabadie (Pau, 19 gennaio 1797 – Parigi, 20 maggio 1853) è stato un cantante e baritono francese.

## Biografia
Dabadie studiò al Conservatoire national supérieur de musique et de danse de Paris, debuttò nella Vestale all'Opéra national de Paris nel 1819, ottenendo un grande successo e difatti cantò in quel teatro fino al 1835.
In questo periodo egli prese parte a numerose prime esecuzioni, fra le quali vanno ricordate quelle di Mosè, Conte Ory, Guglielmo Tell, Don Giovanni, risultando un ottimo interprete soprattutto delle opere di Gioachino Rossini e Daniel Auber.
Ha cantato anche in Italia, dove ha debuttato ne L'elisir d'amore di Gaetano Donizetti, a Milano, il 12 maggio 1832.
Il 6 novembre 1821, Dabadie sposò il soprano Zulmée Leroux (1795–1877) che iniziò a usare il suo nome da sposata Dabadie, quando cantò all'Opéra di Parigi, dove interpretò il ruolo di Mathilde nel Guglielmo Tell.
Dabadie fu dotato di una voce ricca ed estesa, però venne ritenuto da alcuni autorevoli critici un cantante non sempre eccellente e talvolta tiepido interprete.

## Interpretazioni
- Mosè;
- Conte Ory;
- Guglielmo Tell;
- Don Giovanni;
- L'elisir d'amore.